# Marriage Story
Marriage Story is een Amerikaanse tragikomische film uit 2019 die geschreven en geregisseerd werd door Noah Baumbach.
De hoofdrollen worden vertolkt door Adam Driver, Scarlett Johansson, Laura Dern en Julie Hagerty.

## Verhaal
Toneelregisseur Charlie en zijn echtgenote, actrice Nicole, zitten in een echtscheiding verwikkeld en strijden om de voogdij over hun jonge zoon. Hun levens, die zich afspelen in enerzijds New York en anderzijds Los Angeles, komen daardoor zwaar onder druk te staan.

## Rolverdeling
| Acteur             | Personage      |
| ------------------ | -------------- |
| Scarlett Johansson | Nicole Barber  |
| Adam Driver        | Charlie Barber |
| Laura Dern         | Nora Fanshaw   |
| Ray Liotta         | Jay Marotta    |
| Alan Alda          | Bert Spitz     |
| Merritt Wever      | Cassie         |
| Azhy Robertson     | Henry Barber   |
| Mark O'Brien       | Carter         |
| Matthew Shear      | Terry          |
| Brooke Bloom       | Mary Ann       |
| Kyle Bornheimer    | Ted            |
| Mickey Sumner      | Beth           |
| Julie Hagerty      | Sandra         |
| Wallace Shawn      | Frank          |

## Productie
In november 2017 raakte bekend dat Adam Driver, Scarlett Johansson, Laura Dern, Merritt Wever en Azhy Robertson zouden meespelen in een nieuwe film van Noah Baumbach. In respectievelijk maart en juni 2018 werd ook de casting van Kyle Bornheimer en Ray Liotta bekendgemaakt. Baumbach baseerde zijn script niet alleen op zijn eigen ervaringen met scheiden, maar interviewde ook vrienden die gescheiden waren, echtscheidingsadvocaten, rechters en bemiddelaars.
De opnames gingen op 15 januari 2018 van start en eindigden in april 2018. Er werd gefilmd in New York en Los Angeles.

## Inspiratie en achtergrond
De film draait rond een echtscheiding, een onderwerp dat Baumbach eerder al aansneed in The Squid and the Whale (2005). Vanwege het onderwerp wordt Marriage Story net als die film regelmatig vergeleken met de Oscarwinnende film Kramer vs. Kramer (1979). De hoofdpersonages in Marriage Story zijn een regisseur en een actrice. In 2010 scheidde Baumbach zelf van actrice Jennifer Jason Leigh.
Voor de dynamiek tussen zijn personages liet Baumbach zich inspireren door screwball-komedies als Twentieth Century (1934) en To Be or Not to Be (1942). Voor de vele close-ups baseerde hij zich op de Ingmar Bergman-film Persona (1966). Daarnaast bevat de film ook enkele dans- en muziekscènes met muziek die door Stephen Sondheim geschreven en gecomponeerd werd voor de musical Company (1970).

## Release
Marriage Story ging op 29 augustus 2019 in première op het filmfestival van Venetië. Op 6 november 2019 werd de film in de Amerikaanse bioscoop uitgebracht. Op 6 december 2019 werd de film via de streamingdienst van Netflix uitgebracht.

## Prijzen en nominaties
| Jaar | Prijs                    | Categorie                 | Genomineerde(n)           | Uitslag     |
| ---- | ------------------------ | ------------------------- | ------------------------- | ----------- |
| 2019 | National Board of Review | Top 10 films van het jaar | Top 10 films van het jaar | Gewonnen    |
| 2020 | Golden Globes            | Beste dramafilm           | Beste dramafilm           | Genomineerd |
| 2020 | Golden Globes            | Beste acteur (drama)      | Adam Driver               | Genomineerd |
| 2020 | Golden Globes            | Beste actrice (drama)     | Scarlett Johansson        | Genomineerd |
| 2020 | Golden Globes            | Beste vrouwelijke bijrol  | Laura Dern                | Gewonnen    |
| 2020 | Golden Globes            | Beste scenario            | Noah Baumbach             | Genomineerd |
| 2020 | Golden Globes            | Beste muziek              | Randy Newman              | Genomineerd |
| 2020 | Critics' Choice Awards   | Beste film                | Beste film                | Genomineerd |
| 2020 | Critics' Choice Awards   | Beste regie               | Noah Baumbach             | Genomineerd |
| 2020 | Critics' Choice Awards   | Beste acteur              | Adam Driver               | Genomineerd |
| 2020 | Critics' Choice Awards   | Beste actrice             | Scarlett Johansson        | Genomineerd |
| 2020 | Critics' Choice Awards   | Beste vrouwelijke bijrol  | Laura Dern                | Gewonnen    |
| 2020 | Critics' Choice Awards   | Beste originele scenario  | Noah Baumbach             | Genomineerd |
| 2020 | Critics' Choice Awards   | Beste acteerensemble      | Beste acteerensemble      | Genomineerd |
| 2020 | Critics' Choice Awards   | Beste muziek              | Randy Newman              | Genomineerd |
| 2020 | Writers Guild of America | Beste originele scenario  | Noah Baumbach             | Genomineerd |
| 2020 | BAFTA Awards             | Beste acteur              | Adam Driver               | Genomineerd |
| 2020 | BAFTA Awards             | Beste actrice             | Scarlett Johansson        | Genomineerd |
| 2020 | BAFTA Awards             | Beste vrouwelijke bijrol  | Laura Dern                | Gewonnen    |
| 2020 | BAFTA Awards             | Beste originele scenario  | Noah Baumbach             | Genomineerd |
| 2020 | BAFTA Awards             | Beste casting             | Beste casting             | Genomineerd |
| 2020 | Academy Awards           | Beste film                | Beste film                | Genomineerd |
| 2020 | Academy Awards           | Beste acteur              | Adam Driver               | Genomineerd |
| 2020 | Academy Awards           | Beste actrice             | Scarlett Johansson        | Genomineerd |
| 2020 | Academy Awards           | Beste vrouwelijke bijrol  | Laura Dern                | Gewonnen    |
| 2020 | Academy Awards           | Beste originele scenario  | Noah Baumbach             | Genomineerd |
| 2020 | Academy Awards           | Beste muziek              | Randy Newman              | Genomineerd |